# Орден на свети Николай Чудотворец
Орденът на Свети Николай Чудотворец (на украински: Орден Святого Миколи Чудотворця) е украински орден в 2 степени – златен и сребърен.
Наградата е основана в Бари, Италия от Фондацията за международни награди („Фонд міжнародних премій“), Украйна. Към 2019 г. са връчени 211 ордена на украински и чуждестранни граждани.

## Описание
Орденът е леко изпъкнала звезда (позлатена за I степен и посребрена за II степен) с диаметър 7,5 см и тегло 49 гр., върху чиито лъчи са поставени 47 изкуствени диаманта. В средата има кръг – червен за I степен и син за II степен. В кръга е разположено позлатено изображение на Николай Чудотворец с тегло 2,5 грама. По външния ръб на кръга стои надпис: „За умножаване на доброто на Земята“ (на украински: „За примноження добра на землі“). На обратната страна на отличителните знаци е прикрепена с игла надлъжна лента с дължина 80 см.